# Парадокс Алабами
Парадокс Алабами (англ. Alabama paradox) — перший виявлений парадокс пропорційного розподілу (системи виборів). Після  перепису населення 1880 року головний клерк Бюро перепису населення США, обчислюючи розподіл місць в  Конгресі при зміні їх кількості від 275 до 350 виявив, що  штат Алабама отримує 8 місць з 299 і лише 7 з 300. Взагалі Алабамський парадокс відноситься до будь-якого виду  пропорційного розподілу, де збільшення загальної кількості призводить до зменшення однієї з часток.
Спрощений приклад з чотирма штатами і 323 місцями, після  Гамільтонівського  методу округлення:
| Штат | Населення | Доля    | Місць |
| ---- | --------- | ------- | ----- |
| A    | 5670      | 183,141 | 183   |
| B    | 3850      | 124,355 | 124   |
| C    | 420       | 13,566  | 14    |
| D    | 60        | 1,938   | 2     |

З 324 місцями:
| Штат | Населення | Доля    | Місць |
| ---- | --------- | ------- | ----- |
| A    | 5670      | 183,708 | 184   |
| B    | 3850      | 124,740 | 125   |
| C    | 420       | 13,608  | 13    |
| D    | 60        | 1,944   | 2     |

Доля штата С зменшилася з 14 до 13.
Причина криється в тому, що збільшення загального числа на частку більш населених («великих») штатів припадає більший приріст, ніж для менш населених («маленьких»). Великі штати A і B отримали збільшення свого числа місць на більшу величину, ніж маленький штат C. Таким чином, у маленького штату після округлення за методом Гамільтона пропадає голос.